# 龐徳
龐 徳（ほう とく、? - 建安24年〈219年〉8月）は、中国後漢末期の武将。字は令明（れいめい）。涼州南安郡豲道県（現在の甘粛省天水市武山県四門鎮）の人。従兄は龐柔。子は龐会。龐悳とも表記される（「悳」は「徳」の異体字）。『三国志』魏志「二李臧文呂許典二龐閻伝」に伝がある。
関中軍閥の馬騰・馬超父子の配下で、曹操に敗れた馬超が漢中の張魯に身を寄せた時もこれに従ったが、そこで馬超と袂を分かち曹操に仕えた。曹操配下として活動した期間は短かったが、その忠烈な最期を称えられた。

## 略歴

### 涼州の勇士
若い頃、郡吏や州の従事となった。初平年間、馬騰に従って羌族や氐族の反乱を撃破した。幾度か功績を挙げて昇進し、校尉に昇った。
建安7年（202年）、曹操が袁譚・袁尚を黎陽に討った際、袁譚らは南匈奴単于の呼廚泉に曹操を裏切らせ、郭援と高幹に数万の軍勢で侵攻させた。この時、馬騰は袁譚らと内通しようとしたが、鍾繇・張既・傅幹らの説得を受けて思い止まった。
馬騰は馬超に兵1万余りを預け、鍾繇の援軍として派遣し、郭援らを平陽で防がせた。この援軍に従軍した龐徳はその先鋒となり、郭援を自らの手で討ち取ったが、この時点では相手が郭援だと知らずにいた。帰陣した龐徳が弓袋から首級を取り出すと、それが甥の郭援だとわかった鍾繇が号泣したので、龐徳は謝罪した。鍾繇はそれに対して「郭援は我が甥とはいえ国賊です。貴公が謝ることはありません」と答えたという。この功績により中郎将に昇進し、都亭侯に封じられた。
建安10年（205年）、再び高幹が反乱し、黒山賊の張白騎（張晟）が弘農で呼応すると、曹操の援軍を引き受けた馬騰に従って、両崤で張白騎を討伐した。龐徳は戦う毎に陣を陥れて敵を退け、その武勇は馬騰軍随一とされた。
建安13年（208年）、馬騰が入朝して衛尉に任命されると、龐徳は留まって馬超に仕えた。
建安16年（211年）、馬超が渭南で曹操に敗れると、馬超に従って漢陽へ逃げ込み、冀城に入った。後に涼州を追われた馬超が漢中に走った際も、それに伴った。
建安19年（214年）、馬超が益州に出奔した一方、龐徳はそのまま張魯の下に留まっていた。
建安20年（215年）、曹操が漢中を平定した時、張魯と共に曹操に降伏し、その家臣となった。曹操は龐徳の勇猛さを知っていたため、立義将軍に任命して関門亭侯に封じ、所領数を300戸とした。

### 忠節に死す
建安24年（219年）、荊州の宛城で侯音や衛開らが反乱を起こすと、曹仁と共に鎮圧し両者を処刑した。続いて樊城に駐留し、劉備軍の関羽に備えた。
従兄の龐柔が漢中在住であることを理由に、龐徳は樊城の諸将たちに強く疑われた。龐徳は常々、「私は国のご恩を受け、命を懸けることで義を行なうものである。この手で関羽を討ちたい。今年関羽を殺さなければ、関羽が必ず私を殺すであろう」と語っていた。後に関羽と戦って矢をその額に命中させた。当時、龐徳は白馬に乗るのを常としていたため、関羽の軍勢は龐徳を白馬将軍と呼んで畏れた。
龐徳は曹仁の命令で、樊城から北へ10里の地点に駐屯していたが、長雨の影響で漢水が氾濫した。水没を避けられる丘に避難すると、関羽率いる水軍により四方から射撃された。孤立無援の中、龐徳は弓をとって勇戦し、関羽に降ろうとした配下の董衡・董超ら全員を殺害した。夜明けから午後にかけて戦闘は続いたが、矢が尽きたため、短兵（近接武器）で戦わねばならなくなった。龐徳は、督将の成何に対し「私は、良将は死を恐れて逃れようとはせず、烈士は節を折って生を求めることはないと聞いている。今日こそが私の死期なのだ」と告げた。増水に伴い、兵は挙って降伏した。龐徳は配下の将一人と部隊長二人と共に小舟に乗り、曹仁の下に帰還しようとしたが、水の勢いで小舟が転覆し、携えていた弓矢も失ったところを捕縛された。
関羽は、漢中にいる従兄を引き合いに出して降伏を勧めた。しかし龐徳は「豎子（小僧）めが、何故に降伏を説くか！ 魏王（曹操）は100万の軍を擁し、天下に威を振るっている。劉備などという凡才が敵おうものか！ 私は国家の亡霊となろうとも、賊将にはなるまい」と曹操の権威を誇って拒絶し、処刑された。
龐徳の死を聞いた曹操は涙を流して悲しみ、龐徳の子2人を列侯に封じた。またこの時に、宿将の于禁が関羽に降伏したことと、龐徳の死に様を対比し「わしが于禁を知ってから30年になる。危機を前にし困難に遭って、（新参ながら忠義を尽くした）龐徳に及ばぬとは思いもよらなかった」と語った。
龐徳はその忠義を高く評価され、後に即位した曹丕は、墓前に遣いをやって壮侯と諡した。その際、子の龐会ら4人も爵位と封邑を授かった。また曹操の墓壁の装飾として、于禁の降伏を辱めると同時に龐徳の勇姿を称える絵を描かせ、皆に見せた。
景初4年（243年）秋7月、曹芳は詔勅を下し、曹操の廟庭に功臣20人を祭った。龐徳はその中に列している。
陳寿は、龐徳の決死の振る舞いを、降伏を誘った項羽を拒み殺害された周苛に準えて評している。

## 逸話
『太平御覧』に引く傅玄『乘輿馬賦』によれば、馬超が蘇氏の塢（堡塁）を破った折、そこで駿馬100匹余りを手に入れた。馬超をはじめとした皆がよく肥えた馬を取ろうと争う中、龐徳は黄色っぽい毛色で口元が黒く、見た目も醜い馬を選ぼうとしたため笑われた。その後、渭南での戦闘時において、その馬は稲妻のように疾駆し、追いつくことが叶わず、かくして皆にも認められたという。

## 『三国志演義』における龐徳

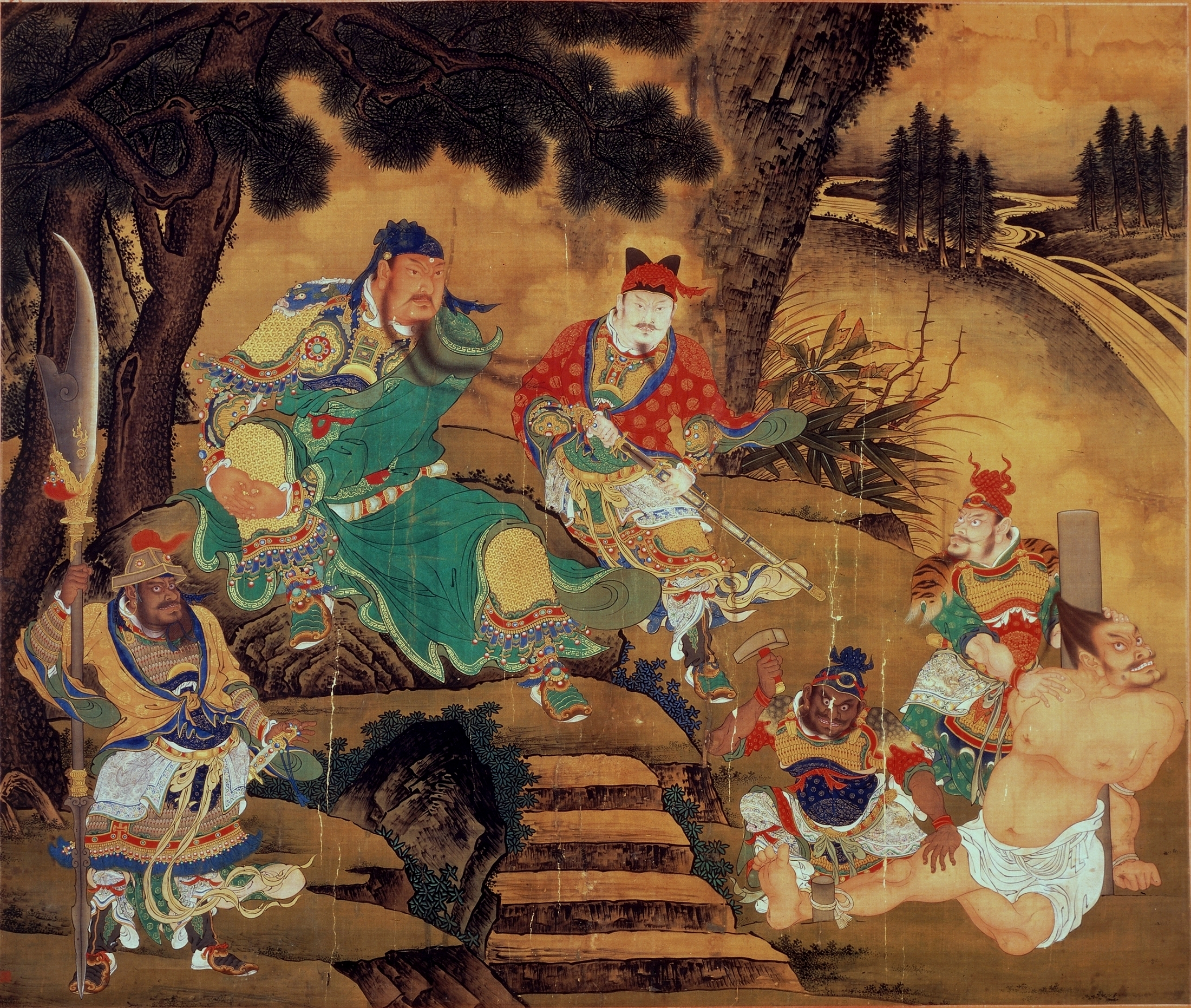
明代の画家商喜による『関羽擒将図』（故宮博物院蔵）

小説『三国志演義』（以下『演義』）において、馬騰の処刑後、曹操に対し報復の兵を挙げた馬超麾下の1人として登場する龐徳は、馬岱と共に馬超に忠実につき従い、しばしば参謀役としても進言している。張魯に身を寄せた馬超が劉備との戦いのために益州に出陣した時は、病気により同行できなかったため、馬超が劉備に降った後も漢中に身を留めている。
曹操による漢中攻略時には張魯の軍勢として出陣し、夏侯淵・許褚と一進一退の攻防を繰り広げる。それを見た曹操が殺すのは惜しいとして、張魯の部下楊松を買収し張魯と仲違いさせたため、龐徳は曹操に帰順することを選ぶ。
その後、孫権との戦いに従軍し、部将の陳武を激しい一騎討ちの末に討ち取る武功を挙げている。
樊城の救援に名乗り出た龐徳を、曹操は于禁軍の先鋒として出陣させる。しかし、馬超が蜀の五虎将となっていること、また兄の龐柔が益州で仕官していることを董衡・董超に指摘された于禁は、連夜そのことを曹操に告げ、考えを改めた曹操は龐徳を先鋒から外そうとする。これに驚いた龐徳は頓首して「愚かな兄嫁を酔いに乗じて殺したことで兄には深く恨まれ、再び相見えぬことを誓ったため、恩義は断たれています。また旧主の馬超は、武勇はあれども無謀だったため、兵は敗れ勢力地も失って単身蜀に走り、今や私とは別の主君に仕えていますから、以前の忠義はすでに絶えております」と言い、曹操への忠節を力説する。
関羽征討戦では、龐徳は己に向けられた疑念を晴らすべく、戦に赴く前に自らの棺を用意し、命に代えてでも関羽を討つという意思を示している。曹操はそれを聞いて喜び、絶賛している。
将軍が于禁、副将が龐徳となるものの、両者の折り合いは険悪で、意思の疎通を欠いてしまう。初め龐徳が関羽の左腕に矢を命中させるなど、戦局を優位に進めていたが、于禁は面目を失うことを恐れて撤退命令を出す。その後も龐徳に対する于禁の妨害は止まず、歩調の揃わない状態が続いた結果、関羽の計略による水攻めを喰らって大敗する。龐徳は周倉により捕らえられ、于禁と共に捕虜となる。そして于禁は降伏を選び、龐徳は忠義を貫き通すことで関羽に処刑される。
『演義』を編纂した毛宗崗は、以前の版本である李卓吾本では龐徳が降伏を強いられていたのに対し、主体的に降伏を選んだように改変している。毛宗崗による龐徳評は厳しく、批判的であるが、これは、蜀漢に帰順した馬超を裏切り曹操に与したこと、関羽と対立したことが影響している。馬超に背くことは蜀漢への裏切りにもつながり、また関羽や諸葛亮と敵対した人物は『演義』においては悪く描写される傾向があるためである。